# Omer Côté
Omer Côté (né le 13 janvier 1906 à Montréal, mort le 15 juin 1999 à Montréal) est un avocat, juge et homme politique québécois.  Il a été député à l'Assemblée législative du Québec de 1944 à 1956 et secrétaire de la province de 1944 à 1956.

## Biographie
Omer Côté est le fils de Joseph-Arthur Côté, négociant, et de Marie-Anna Létourneau.  Il étudie au Séminaire de Saint-Hyacinthe, au Collège Sainte-Marie (philosophies) et à l'Université de Montréal en droit. Il est admis au Barreau du Québec en 1929.  Il épouse Gabrielle Brouillette le 7 avril 1931 à Montréal.  Ensemble, ils ont trois enfants : Monique (1932), Michel (1933) et François (1940). De 1932 à 1956, il exerce la profession d'avocat à Montréal.
En 1934, il est candidat à un poste au conseil municipal de Montréal dans le district de Ville-Marie mais il est défait par le conseiller sortant Tancrède Fortin.   En 1936, il est de nouveau candidat et est élu échevin du quartier Ville-Marie à compter du 15 décembre 1936, l'emportant sur Fortin.  Côté est réélu en 1938.  Il ne se représente pas à l'élection municipale de 1940.  Son mandat prend fin le 9 décembre 1940.
Lors d'une élection québécoise partielle tenue le 23 mars 1942 dans le district électoral de Montréal—Saint-Jacques, il est candidat de l'Union nationale mais est défait par le candidat du Parti libéral, Claude Jodoin.  Lors de l'élection générale québécoise du 8 août 1944, Côté est de nouveau candidat  et est élu député du district de Montréal—Saint-Jacques à l'Assemblée législative, l'emportant sur le député libéral sortant Claude Jodoin.  Côté y est réélu à l'l'élection générale de 1948 et à celle de 1952. Il est nommé secrétaire de la province (ministre) dans le second gouvernement Duplessis du 30 août 1944 au 14 mars 1956.
Il quitte ses fonctions politiques le 14 mars 1956 pour être nommé juge à la Cour des sessions du district judiciaire de Terrebonne, poste qu'il occupe du 25 mars 1956 au 13 janvier 1976, alors qu'il atteint l'âge de la retraite obligatoire des juges.  Il a été président de la Conférence des juges du Québec.
Il meurt en 1999, à l'âge de 93 ans. Sa sépulture est située dans le Cimetière Notre-Dame-des-Neiges, à Montréal.

## Honneurs
- 1944 : Conseil en loi du roi (c.r.)
- Doctorats honorifiques :
  - en droit de l'Université Laval
  - en sciences sociales, économiques et politiques de l'Université de Montréal
- Membre honoraire du Barreau de Port-au-Prince
- 1945 : Chevalier de l'Ordre du Saint-Sépulcre
- Chevalier du Bien public (France).
- Croix d'or de l'Ordre papal de Saint-Jean-de-Latran, croix de Galilée, croix de Jérusalem
- 1947 : Membre de la Noble association des chevaliers pontificaux
- 1951 : Officier de l'Ordre latin
- 1955 : Officier d'académie du ministère de l'Éducation nationale (France)

## Hommages
L'avenue Saint-Omer a été nommée en son honneur, en 1956, dans la ville de La Petite-Rivière, maintenant dans la ville de Québec. 